# Hermann Mildenberger (Mediziner)
Hermann Mildenberger (* 24. Juni 1932; † 13. Januar 2018) war ein deutscher Kinderchirurg.

## Leben
Mildenberger studierte Medizin an den Universitäten Tübingen, Göttingen und Marburg. Anschließend war er als Intern und Resident in den USA tätig. In Tübingen begann er seine Facharztweiterbildung zunächst zum Kinderarzt. Die Weiterbildung für Kinderchirurgie absolvierte er bei Andreas Flach. 1975 wurde Mildenberger Chefarzt in Stuttgart, 1977 erhielt er die C4-Professur für Kinderchirurgie an der Medizinischen Hochschule Hannover.
Mildenberger arbeitete an einer Konzeption der Hepatoblastomstudie HB89 und HB94. Er veröffentlichte 80 Publikationen, Buchbeiträge und Monografien.
Er war Mitglied der Deutschen Gesellschaft für Kinderchirurgie und von 1993 bis 1995 ihr Präsident. 1984 war er Kongressvorsitzender der DGKCH.
2013 erhielt er die Fritz-Rehbein-Ehrenmedaille der Deutschen Gesellschaft für Kinderchirurgie.